# Дробот Василь Леонідович
Василь Леонідович Дробот (02. 09. 1942, с. Федорівка  ІІ, Оренбурзської області, Російська Федерація – 18. 06. 2020, Київ, Україна) - відомий український поет, перекладач,  Член Національної Спілки письменників України з 1995 р., член Правління НСПУ,  керівник творчого об'єднання російськомовних поетів України "Схід" при НСП України.

## Біографія
Народився у сім'ї художника, висланого з Києва до Оренбурзької області перед війною.
У 1944 році сім'я повернулася до Києва.
У 1972 році Василь Дробот закінчив Київський державний університет (філософський факультет). За освітою - філософ, психолог.
1980 році – спецкурс Київського політехнічного інституту (гірничий інженер), а потім аспірантуру.
Працював у Національній Академії наук України на посаді вченого секретаря.
З 1980 р. почав писати вірші.  Писав російською мовою. Друкувався від 1985р. – поет лірико-романтичного спрямування з філософськими  та автобіографічними домінантами.
Займався перекладами творів українських поетів російською мовою. Випустив 12 авторських збірок віршів, в 5 збірниках був співавтором перекладів. Перевів на російську мову знамениті твори Тараса Шевченка:  "Кавказ", "Тополя", "Причинна", "Гайдамаки", цикл "В казематі". Окремі вірші В. Терена, В. Лучука, М. Романченка, Р. Чілачави.
Починаючи з 1989 р. вийшло 12 авторських збірників, у 5 збірниках брав участь як перекладач, випустив 4 антологічні збірки російських поетів Києва та України, брав участь приблизно у 20 колективних збірниках.
Публікувався в різних альманахах, журналах в Україні, а також у періодиці, у тому числі в літературних журналах  Росії, США, Канади.
2001 - Лауреат конкурсу мережевої поезії (вид-тво "Гелікон плюс", Санкт-Петербург) за книгу "Автопортрет".
2004 - Лауреат поетичної премії для авторів України ім. Миколи Ушакова  за книгу «Озирнися на себе» (за найкращу поетичну книгу російською мовою).
2010 р. - Лауреат літературної премії ім. А.С. Грибоєдова «За честь і віру» із врученням медалі А.С. Грибоєдова Спілки письменників Росії.
2012 р. - Нагороджений медаллю «Почесна відзнака» за особисті досягнення у літературній творчості, за вагомий внесок у відродження духовності та культури українського народу
2015р. - Лауреат літературної премії «Планета поета» ім. Л. Вишеславського
Лауреат літературної премії імені Миколи Ушакова (2004), ім. Квітницької (2017).  

## Нагороди
У 2012 році був нагороджений медаллю за особисті досягнення в літературній творчості, за значний внесок відродження духовності та культури українського народу.

## Твори
- Мост над временем. 1993;
- Росы на фресках. 1994;
- Благословляю неизбежность. 1995;
- Если хочешь меня застать. 1996;
- На круги своя. 1998;
- В направлении взгляда. 1999;
- На другом языке. 2000;
- Автопортрет. С.-Петербург, 2001;
- Пока мы есть. 2002;
- Оглянись на себя. 2003;
- Дорога пролегает здесь. 2005;
- Старый дом. Вінниця., 2007р. - Найсвіжіша видана авторська збірка (Вінниця, Континент-прим, серія «Знайомство з автором»).